# Myotis carissima
Myotis carissima — вид рукокрилих ссавців з родини лиликових. Валідність виду скасована; таксон приєднано до Myotis lucifugus.

## Таксономічна примітка
Таксон відокремлено від M. lucifugus.

## Поширення
Країни проживання: США, Канада.